# Beowulf Glacier
Beowulf Glacier är en glaciär i Antarktis. Den ligger i Östantarktis. Nya Zeeland gör anspråk på området. Beowulf Glacier ligger 1 819 meter över havet.
Terrängen runt Beowulf Glacier är kuperad österut, men västerut är den bergig. Beowulf Glacier ligger uppe på en höjd. Trakten är obefolkad. Det finns inga samhällen i närheten. 